# Зиновьев, Александр Петрович
Александр Петрович Зиновьев (кличка Зино) — русский и французский художник первой половины XX века. Его эклектичные работы представлены во Франции в Историале Великой Войны в Пероне (Сом), Музее Тридцатых годов в Булонь-Бийанкур (О-де-Сэн), в музее текстильного искусства Ля Мануфактур в Рубе (Нор) и Музее Великой Войны в Мо (Сэн и Марн) многочисленными картинами и гравюрами, а также рисунками, театральными декорациями и медной гравюрой.
Известный, в частности, как рисовальщик и декоратор в ревущие двадцатые годы, он недавно был заново открыт как особенная фигура Монпарнаса 1910-х годов и как оригинальный военный живописец Первой мировой войны.
Зиновьев — один из многих иностранных художников, участвовавших по призыву Блеза Сандрара в Иностранный легион в защиту своей приёмной родины. Он служил там на протяжении всей войны, в частности, в качестве переводчика для русских войск, задействованных во Франции. Не имея никаких привилегий и статуса, связанных с его художественным талантом, он сражался среди солдат Легиона как пулемётчик, затем стал санитаром и наконец переводчиком. 16 апреля 1917 года он наблюдал атаку солдат Русского экспедиционного корпуса во Франции на городок Курси в рамке операции «Шемин-де-Дам». Зиновьев рассказал о своём опыте на поле боя в многочисленных рисунках и картинах, которые раскрывают сложную внутреннюю жизнь солдат, а также их тяжёлые материальные условия жизни.
Эти произведения военного времени, хранящиеся в полном объёме в коллекции художника при его жизни, а также его дневник с фронта могли быть выставлены и заново открыты только недавно и дали начало историческим работам, которые позволили реконструировать первоначальную траекторию художника.